# Newcastle disease
Newcastle disease (ND) er en smitsom fuglesygdom der skyldes et virus. Sygdommen kan ramme mange tamme og vilde fuglearter, og den kan overføres til mennesker. Selvom mennesker kan smittes, er de fleste tilfælde ikke-symptomatiske; sjældent kan der komme mild feber og influenzalignende symptomer og/eller øjenkatar hos mennesker. Sygdommens virkninger er mest synlige hos tamfjerkræ på grund af deres høje modtagelighed og potentialet for alvorlige virkninger af en epidemi på fjerkræindustrien. Sygdommen er endemisk i mange lande. Der kendes ingen behandling for Newcastle disease, men brugen af profylaktiske vacciner og sanitære foranstaltninger reducerer sandsynligheden for udbrud.
Newcastle disease er meget smitsom og er dødelig for mange fuglearter.
Sygdommen forårsages af virusset aviær paramyxovirus type 1 (PMV-1). Der er flere stammer af PMV-1, og de forskellige stammer giver sygdommen i forskellig grad. Kun infektion med de mere sygdomsfremkaldende stammer diagnosticeres som Newcastle Disease.

## Historie
Newcastle disease blev først identificeret på Java, Indonesien i 1926 og i Newcastle upon Tyne, England, i 192. Den kan dog have været udbredt allerede i 1898, hvor en sygdom udslettede alle tamhøns i det nordvestlige Skotland.

## Smitte
Sygdommen spredes med virus der findes i aerosoler i syge fugles udåndingsluft. Der kan også overføres smitte ved kontakt med sekreter fra næse, svælg og luftrør eller ekskrementer som indeholder virus. Der kan ske smitte ved direkte kontakt mellem fuglene, og sygdommen kan spredes gennem mennesker, tøj, sko, foder, redskaber, maskiner med videre. Spredningen kan ske meget hurtigt blandt husdyr, specielt kommercielt opdrættede kyllinger.

## Symptomer
Sygdomstegnene varierer meget. Typiske symptomer er: nedstemthed, svækkelse, diarré, ødemer – specielt i hovedet, åndedrætsbesvær, lammelser eller skæv hovedholdning, lægning af æg uden skal eller tyndskallede æg. Syge fugle kan have en dødelighed på op til 100 %.

## Vaccination i Danmark
Man er i Danmark begyndt at vaccinere mod Newcastle disease i 2004. Vaccinen har været obligatorisk for erhvervsmæssig produktion af fjerkræ siden 2004. Duer der deltager i kapflyvninger og hobbyfugle på udstillinger og markeder m.v. har skullet vaccineres siden 2005.

## Sygdomsudbrud i Danmark
Når der smitteudbrud i Danmark, aflives alle fugle i smittede besætninger, og der udføres smitteopsporing til andre besætninger de kan have haft kontakt med.

### 2022
Sygdommen blev fundet i en kolonihaveforening i Næstved, og 1100 duer, høns og andre hobbyfugle blev aflivet.

### 2005
Der blev fundet Newcastle disease i en sønderjysk rugeægsbesætning, og ca. 41.000 æglæggende høns blev aflivet.

### Tidligere
Der var et stort udbrud i Danmark i 2002 med 135 smittede besætninger. Der var også udbrud i 1995, 1996 og 1998.